# Costicǎ Olaru
Costicǎ Olaru, född den 1 augusti 1960 i Somova, Rumänien, är en rumänsk kanotist.
Han tog OS-brons i C-1 500 meter i samband med de olympiska kanottävlingarna 1984 i Los Angeles.